# Xuyên tâm liên
Xuyên tâm liên (穿心蓮), danh pháp khoa học Andrographis paniculata (đồng nghĩa Justicia paniculata), hay còn gọi là công cộng, hùng bút, nguyên cộng, lam khái liên, cây lá đắng, khô đảm thảo, nhất kiến kỷ, là một loài cây thảo thuộc họ Ô rô (Acanthaceae), có nguồn gốc từ Ấn Độ và Sri Lanka.
Cây này là bản địa của khu vực Ấn Độ và Sri Lanka, được di thực và trồng phổ biến ở Nam Á, Đông Nam Á, miền nam Trung Quốc, nơi mà nó được dùng để trị một số bệnh viêm nhiễm, được dùng trước khi có thuốc kháng sinh. Người ta dùng chủ yếu lá và rễ của nó để làm thuốc. Hiện nay cũng được trồng tại khu vực Caribe, Trung Mỹ, Australia và châu Phi.

## Miêu tả
Thân mọc thẳng đứng, cao từ 0,3-0,8 m, nhiều đốt, nhiều cành. Lá nguyên, mềm, mọc đối, cuống ngắn, phiến lá hình trứng thuôn dài hay hơi có hình mác, hai đầu nhọn, mặt nhẵn, dài 3–12 cm, rộng 1–3 cm. Hoa màu trắng, điểm hồng, mọc thành chùm hình chuỳ ở nách lá hay đầu cành. Quả dài khoảng 15 mm, rộng 3,5 mm, hơi nhẵn. Hạt hình trụ, thuôn dài. Mùa hoa từ tháng 9 đến tháng 10.

## Thành phần hóa học
Trong toàn cây xuyên tâm liên có 14 chất glucozit và flavon, với hoạt chất chính là andrographolide.

## Tác dụng dược lý
Những nghiên cứu tại Việt Nam cho thấy nước sắc xuyên tâm liên với tỉ lệ 5/1, 2/1 có tác dụng yếu đối với các chủng vi khuẩn Staphylococcus aureus, Escherichia coli, Bacillus subtilis. Hàm lượng andrographolide cao khi mới thu hái, có tác dụng diệt khuẩn mạnh; càng để lâu thì hàm lượng hoạt chất giảm nhanh, tác dụng diệt khuẩn giảm.
Theo tính vị ghi trong tài liệu y học dân gian Quảng Châu thì cây này có vị đắng, tính hàn, có tác dụng thanh nhiệt, giải độc, tiêu thũng, giảm đau. Được dùng chữa vết thương, tẩm gạc đắp vết thương hoặc làm dịch nhỏ giọt rửa vết thương; chữa viêm họng, viêm phế quản, lị cấp (nước sắc Xuyên tâm liên cùng với bồ công anh, sài đất...).
Tại một số tỉnh miền Trung Việt Nam, người ta dùng cây này làm thuốc bổ cho phụ nữ sau khi sinh đẻ xong bị ứ huyết, đau nhức tê thấp, kinh nguyệt bế tắc, nhọt ở hai bên cổ.